# 大里撓
大里撓（？—1798年）是清乾隆到嘉慶年間西拉雅族新港社的領袖（土目）之一，曾在黃教事件中協助清軍。後來被賜姓「戴」，故墓碑上刻「戴府君」等字。
曾受清廷誥贈「六品騎尉」。其子戴光位曾擔任過南路屯把總。

## 生平

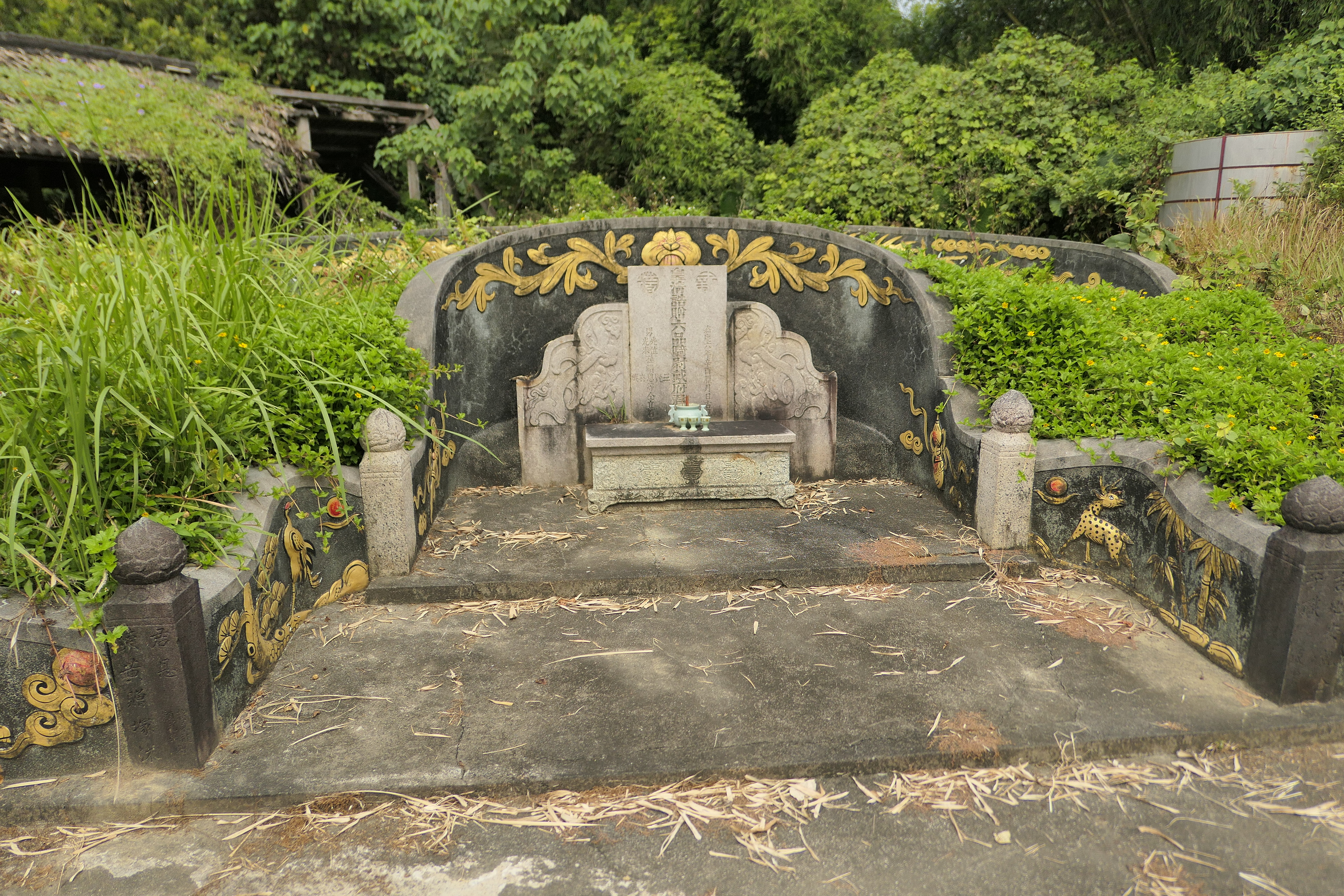
大里撓之墓

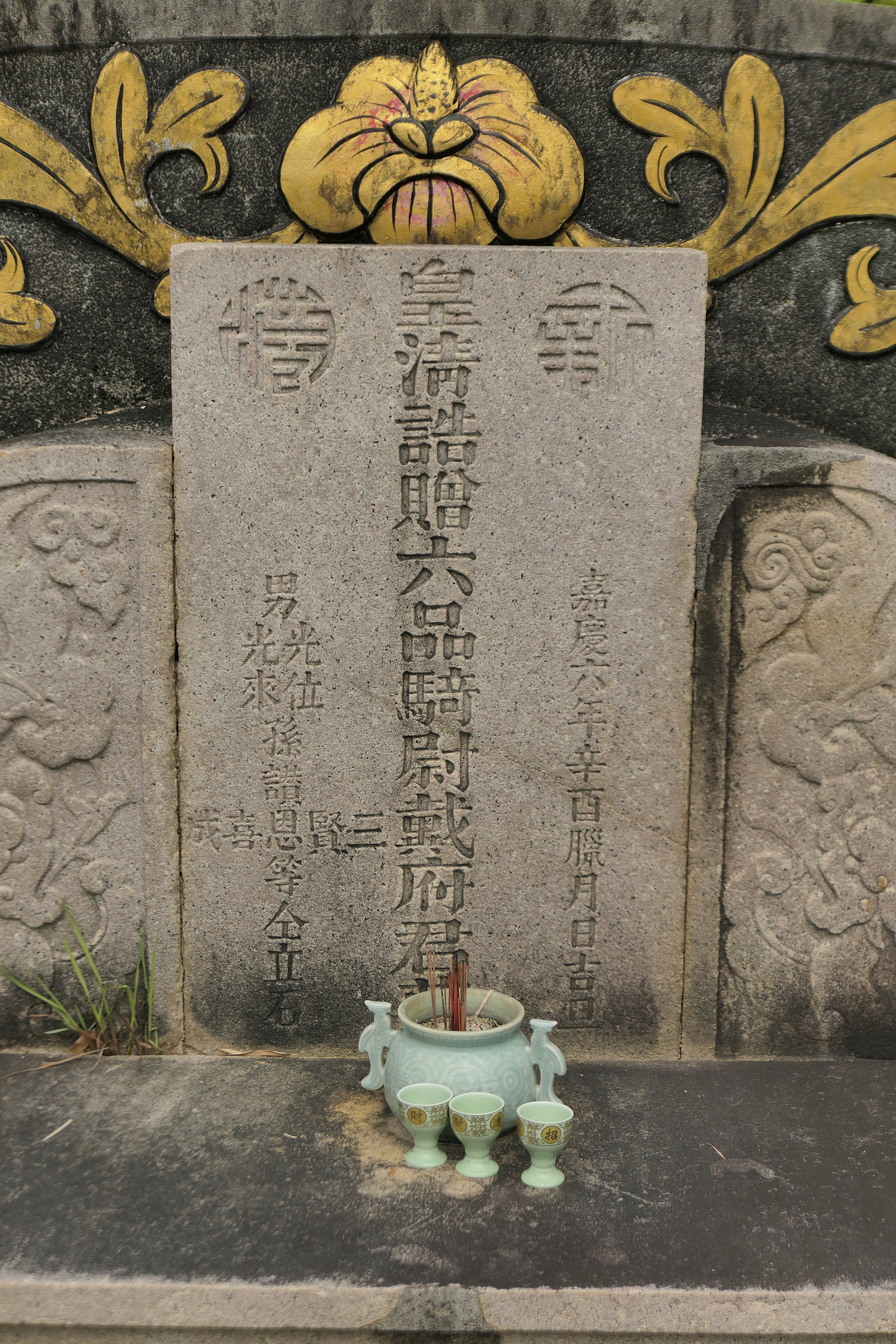
大里撓墓碑

清乾隆卅三年（1768年），臺灣南部發生「黃教事件」，清廷派水師提督吳必達來臺處理。當時新港社土目大里撓、大里觀、机振芳等人乃率眾協助官兵進入山區剿捕反抗份子，而在途經羅漢門烏山腳三重埔一帶時（今高雄市內門區三平里），臺灣府知府鄒應元認為該處是「最易藏奸出沒之處」，乃要他們聚集「番丁」，在該處開闢、設柵防禦，於是遂有新港社人進入內門北部開墾。但後來因為有汛兵、鄉保時常騷擾當地的西拉雅人，於是他們上告官府。最後由臺灣縣衙門於乾隆卅五年七月初三（1770年8月23日）發出諭示，表示羅漢內門的頭、二、三重埔（今高雄市內門區三平里），以及文果林、水蛙潭（今高雄市內門區木柵里）等處由新港社「熟番」耕種，不許漢人私墾，也嚴禁鄉營兵役前往滋事。
大里撓後來成為內門木柵地區新港社群的領導分子，於嘉慶三年（1798年）逝世。

## 墓地
大里撓之墓在後代子孫撿骨之後，墓碑曾被以新台幣2萬元賣掉，送去花蓮打算磨平另做成新墓碑，但據說過程中機具一再出狀況。而後墓碑輾轉送回內門，重新建墓。